# 量産型彼氏
「量産型彼氏」（りょうさんがたかれし）は、SHISHAMOの2枚目のシングル。2014年10月1日にGOOD CREATORS RECORDS / FAITH MUSIC ENTERTAINMENT INC.から発売された。

## 概要
- 前作「君と夏フェス」から約3ヶ月ぶりのシングル。
- バンドとしては、2014年9月11日に新ベースの松岡彩を迎え活動していたが、本作のベースは3曲とも宮崎が弾いている[4]。

## 収録曲
| 全作詞・作曲: 宮崎朝子、全編曲: SHISHAMO。 |                        |          |            |      |
| #                                          | タイトル               | 作詞     | 作曲・編曲 | 時間 |
| 1.                                         | 「量産型彼氏」         | 宮崎朝子 | 宮崎朝子   | 4:37 |
| 2.                                         | 「きみと話せないのは」 | 宮崎朝子 | 宮崎朝子   | 4:26 |
| 3.                                         | 「転校の歌」           | 宮崎朝子 | 宮崎朝子   | 4:43 |
| 合計時間:                                  | 合計時間:              | 13:46    |            |      |

## 楽曲解説
1. 量産型彼氏
  - 当時流行っていた「量産型女子大生」（髪型やファッションが似たり寄ったりで無個性）という言葉に着想を得た曲。普遍的な物語を作るように楽曲制作をしてきたSHISHAMOにとって、時事を題材にしたのは初めてだと宮崎が話している[4]。
  - 2014年9月12日、TOKYO FM『SCHOOL OF LOCK!』で初オンエアされた[5]。
  - 9月30日にミュージック・ビデオが公開され、松岡が初登場した。監督はフカツマサカズ[6]。ビデオについて宮崎は、「フレーズ的に吉川も松岡も見せ場の多い曲だったため、新しい体制のいい紹介になった」と振り返っている[7]。
  - TOKYO MX『夏木スタイル One of Love』2014年11月度エンディングテーマ[8]。
2. きみと話せないのは
  - 1stシングルのリリース時に「君と夏フェス」とどちらをシングルにするか悩んでいた曲。また、本作「量産型彼氏」リリース時にも、この曲はシングルの候補だった[9]。
3. 転校の歌
  - 宮崎は転校した経験がなく、空想で書かれた曲。なお、2017年リリースの『SHISHAMO 4』に収録された「音楽室は秘密基地」でも転校生の心情が歌われている[10]。

## 収録アルバム
量産型彼氏
- 『SHISHAMO 2』
- 『SHISHAMO BEST』

きみと話せないのは
- 『SHISHAMO 2』

転校の歌
- アルバム未収録